# 較量
《較量》（拉丁化“Drishyam”）是一部2013年上映的印度马拉雅拉姆语犯罪惊悚片。本片制作成本只有4500万卢比，票房收入却高达5亿印度卢比，當時成为史上最卖座马拉雅拉姆语影片。
本片讲述了Georgekutty的女儿误杀了警察总监的儿子后，Georgekutty利用自己从电影里学到的知识与警察总监较量的故事。

## 角色
| 演员              | 角色               | 简介                               |
| 莫哈恩拉          | Georgekutty        | 当地一家有线电视运营商，喜欢看电影 |
| Meena             | Rani George        | Georgekutty的妻子                  |
| Ansiba Hassan     | Anju George        | Georgekutty大女儿                  |
| Esther Anil       | Anumol George(Anu) | Georgekutty小女儿                  |
| Asha Sarath       | Geetha Prabhakar   | 警察总监                           |
| Siddique          | Prabhakar          | Asha Sarath的丈夫                  |
| Kalabhavan Shajon | Sahadevan警员      | 一个与Georgekutty的警察            |
| Neeraj Madhav     | Monichan           | Georgekutty的员工                  |

## 翻拍
本片除了在印度被翻拍成多种语言外，还被他国翻拍。本片的印度翻拍权卖出了1.55亿卢比。本片的首部翻拍为2014年的卡纳达语版翻拍片《較量》（Drishya）。同年的泰卢固语版翻拍片《較量》（Drushyam），以Meena继续饰演男主角的妻子作为卖点。本片导演Jeethu Joseph在2015年又执导了泰米尔语版翻拍片《Papanasam》。2015年又推出了印地语版的翻拍片《誤殺瞞天記》。这些翻拍片都很卖座。本片还有僧伽罗语版翻拍片《Dharmayuddhaya》。
2019年的汉语翻拍片《误杀》的上映，使得本片成为首部被中国翻拍的印度电影。